# Byarasandra, Sidlaghatta
Byarasandra là một làng thuộc tehsil Sidlaghatta, huyện Kolar, bang Karnataka, Ấn Độ.